# تصريح السفر الإلكتروني للمملكة المتحدة
تصريح السفر الإلكتروني للمملكة المتحدة (ETA) هو نظام إلكتروني مخطط له من قبل وزارة الداخلية سيُستخدَم للتحقق مسبقًا من المهاجرين المسافرين إلى المملكة المتحدة.
سيعمل النظام كجزء من مشروع قانون الجنسية والحدود باستخدام تطبيق عبر الإنترنت يُفحَص مقابل مجموعة متنوعة من قواعد البيانات الأمنية، وإذا لم يرتكب الشخص أي جريمة فسيُمنَح تصريح سفر. إن ارتكب الشخص جريمة ما فسيخضع طلبه لمراجعة مكثّفة لتقرير ما إذا كان سيسمح له بالسفر أم لا.
سينطلق البرنامج بدءًا بمواطني دولة قطر يوم 15 نوفمبر 2023، ثم بقية دول مجلس التعاون الخليجي والأردن يوم 22 فبراير 2024، وستتبعهم باقي الدول المعفاة بحلول نهاية عام 2024. ستكون تكلفة تقديم الطلب 10 جنيهات إسترلينية ومدة صلاحية التصريح بعد الموافقة عليه ستكون لعامَين.

## المناطق التي ستتطلب تصريح سفر إلكترونيًا للمملكة المتحدة
تصريح السفر الإلكتروني (ETA) مطلوب في الوقت الحالي من مواطني الدول التالية:
| - قطر - البحرين - الأردن - الكويت - عمان - السعودية - الإمارات العربية المتحدة |

الدول التي سيُطلب من مواطنيها تصريح السفر الإلكتروني بحلول نهاية عام 2024. لا يحتاج المواطنون الأيرلنديون إلى إذن لدخول المملكة المتحدة.
| - مواطنو دول الاتحاد الأوروبي عدا أيرلندا - أندورا - أنتيغوا وباربودا - الأرجنتين - أستراليا - جزر البهاما - باربادوس - بليز - بوتسوانا - البرازيل - بروناي - كندا - تشيلي - كوستاريكا - دومينيكا - تيمور الشرقية - السالفادور - غرينادا - غواتيمالا - هندوراس - هونغ كونغ | - أيسلندا - إسرائيل - اليابان - كيريباتي - ليختنشتاين - ماكاو - ماليزيا - جزر المالديف - جزر مارشال - موريشيوس - المكسيك - ميكرونيسيا - موناكو - ناميبيا - ناورو - نيوزيلندا - نيكاراغوا - النرويج - بالاو - بنما - بابوا غينيا الجديدة | - باراغواي - سانت كيتس ونيفيس - سانت لوسيا - سانت فينسنت والغرينادين - ساموا - سان مارينو - سيشل - سنغافورة - جزر سليمان - كوريا الجنوبية - سويسرا - تايوان - تونغا - ترينيداد وتوباغو - توفالو - الولايات المتحدة الأمريكية - أوروغواي - فانواتو - مدينة الفاتيكان |

## أنظر أيضا
- ETIAS (نظام معلومات وتصاريح السفر الأوروبي)
- تأشيرة سفر
- ESTA النظام الإلكتروني لتصاريح السفر (الولايات المتحدة الأمريكية)

## روابط خارجية
- Hope، Christopher (1 ديسمبر 2019). "EU Visitors to UK will need a US - style visa under Tory proposals". Telegraph. مؤرشف من الأصل في 2020-10-01.
- Honeycombe - Foster، Matt (4 ديسمبر 2019). "Conservatives propose online 'travel authorisation' for EU citizens". PublicTechnology.net. مؤرشف من الأصل في 2023-03-11.

قالب:Electronic travel authorizations for visa-exempt visitors